# Katastrofa lotu Delta Air Lines 1288
Katastrofa lotu Delta Air Lines 1288 – katastrofa lotnicza, która wydarzyła się w Stanach Zjednoczonych 6 lipca 1996 roku na lotnisku w Pensacoli w stanie Floryda. Samolot McDonnell Douglas MD-88 linii Delta Air Lines miał wyruszyć w planowy lot do Atlanty w stanie Georgia, kiedy podczas kołowania do startu doszło do wybuchu silnika. W wyniku zdarzenia śmierć poniosło dwóch pasażerów (39-letnia kobieta i jej 12-letni syn), a pięcioro zostało rannych.

## Samolot
Samolot, w którym doszło do zdarzenia to McDonnell Douglas MD-88, ostatni wariant serii MD-80, dwusilnikowych, wąskokadłubowych samolotów pasażerskich o średnim zasięgu, produkowanych przez amerykańską wytwórnię lotniczą McDonnell Douglas. Egzemplarz o numerze seryjnym 49714 został wyprodukowany w 1988 roku i wyposażony w dwa silniki turboodrzutowe Pratt & Whitney JT8D-219, do  Delta Air Lines trafił 2 listopada 1988 roku. Samolot mógł przewozić maksymalnie 142 pasażerów, w konfiguracji - 14 w klasie pierwszej i 128 w ekonomicznej. We flocie przewoźnika funkcjonował pod numerem rejestracyjnym N927DA i miał na swoim koncie 22 031 godzin lotu.

## Inspekcja przed lotem
Podczas inspekcji samolotu pierwszy oficer zauważył wyciek oleju z lewego silnika, jednak uznano, że nie jest to sprawa poważna. Ponadto dostrzegł też, że w lewym skrzydle brakuje dwóch nitów. Po przedyskutowaniu sprawy z kapitanem, obaj uznali, że samolot jest zdolny do lotu, gdyż ilość oleju na lewym silniku nie była niepokojąca. Kapitan polecił pierwszemu oficerowi odnotowanie w dzienniku pokładowym braku nitów. Jak zeznali później piloci – silniki pracowały normalnie podczas kołowania, lewy został uruchomiony podczas wypychania samolotu z bramy, a prawy podczas kołowania.

## Start i wybuch
O godzinie 14:23 lot 1288 otrzymał od kontrolera zgodę na start z pasa startowego numer 17. Pierwszy oficer przesuwał dźwignie przepustnicy, samolot osiągnął prędkość 40 węzłów, kiedy załoga usłyszała głośny huk, po czym zgasły światła i przyrządy w kokpicie. Załoga i pasażerowie w tylnej części kabiny pasażerskiej poczuli podmuch wybuchu. Kapitan przejął kontrolę nad samolotem, przesuwając dźwignie na bieg jałowy, po czym włączył hamulce zatrzymując maszynę na pasie.
Po wydarzeniu pierwszy oficer próbował skontaktować się z wieżą kontroli i załogą obsługującą kabinę pasażerską, co uniemożliwiła utrata zasilania. Po chwili stewardesa weszła do kokpitu i zapytała kapitana czy powinna zarządzić ewakuację pasażerów. Ponieważ systemy alarmowe nie sygnalizowały pożaru silników, poinstruował by pasażerowie zostali na swoich miejscach. Pasażer (pilot poza godzinami pracy) zajmujący w kokpicie miejsce obserwatora poszedł sprawdzić kabinę pasażerską. Kapitan polecił pierwszemu oficerowi również sprawdzenie tylnej części samolotu. Drugi pilot dostrzegł otwarte wyjścia ewakuacyjne na skrzydła i usłyszał hałas pracujących silników, o czym niezwłocznie poinformował kapitana. Po wyłączeniu silników załodze udało się skontaktować z kontrolerem. O 14:27 kapitan drogą radiową poprosił o wsparcie służb medycznych oraz straży pożarnej. Około 25 pasażerów opuściło samolot przez wyjścia ewakuacyjne. Po powrocie do kokpitu pierwszy oficer poinformował kapitana, że samolot jest uszkodzony w tylnej części i że część pasażerów opuściła samolot. W tym momencie dowódca włączył systemy przeciwpożarowe silników. Bez polecenia ze strony kapitana (z powodu braku zasilania w pokładowych urządzeniach komunikacyjnych) - załoga rozpoczęła ewakuację pasażerów.

## Uszkodzenia samolotu

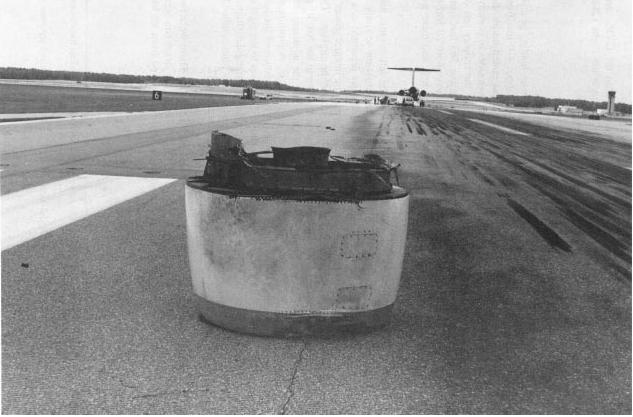
fragment silnika na pasie startowym

Lewa część kadłuba w sąsiedztwie silnika numer 1 została poważnie uszkodzona odłamkami podczas wybuchu. Na powłoce kadłuba znaleziono łącznie 16 dziur. Ze 154 przewodów przebiegających w powłoce kadłuba w pobliżu miejsca wybuchu, 146 zostało odciętych. Wnętrze kabiny zostało zniszczone w pobliżu rzędu 37, sąsiadującego z silnikiem. Odłamki znalazły się również w suficie i prawej ścianie kabiny pasażerskiej.
Silnik numer 1 został kompletnie zniszczony.

## Poszkodowani
Fragmenty silnika przebiły poszycie kadłuba i wpadły do kabiny pasażerskiej, zabijając dwie osoby i raniąc pięć innych, w tym jedną ciężko.

## Przyczyna
Prowadząca śledztwo Narodowa Rada Bezpieczeństwa Transportu uznała, że doszło do pęknięcia piasty sprężarki lewego silnika, z powodu nienależytej inspekcji ze strony mechaników Delta Air Lines. Podczas kontroli nie dostrzegli oni możliwych do wykrycia pęknięć zmęczeniowych.